# 加藤誠央
加藤 誠央（かとう まこと、1990年8月1日 - ）は、ジャパンラグビーリーグワン九州電力キューデンヴォルテクスに所属するラグビー選手。

## プロフィール
- 山口県出身[1]。
- ポジションはウィング(WTB)、フルバック(FB)。
- 身長 176 cm、体重 88 kg
- ニックネームはまこと。
- 7人制日本代表に選ばれたことがある。

## 略歴
高校からラグビーを始めた。
2009年、萩商工高校卒業後、福岡大学に入る。なお萩商工高校時代に第32回高校東西対抗試合の参加メンバーに選出された。　
2013年、福岡大学卒業後、九州電力キューデンヴォルテクスに加入。同年9月7日に行われたジャパンラグビートップリーグ第2節のNECグリーンロケッツ戦に先発出場で公式戦初出場を果たす。
2014年に行われたアジア大会では7人制日本代表として金メダル獲得に貢献。